# Dasyornis longirostris
Dasyornis longirostris là một loài chim trong họ Dasyornithidae. Loài này đặc hữu Australia.
Con trưởng thành dài 18–22 cm. Bộ lông màu nâu xám. Đuôi ngắn hơn các loài chim cùng họ. Môi trường sinh sống gồm rừng câybuij ôn đới. Nó bị đe dọa mất môi trường sinh sống.